# Mimodriopea fuscofasciata
Mimodriopea fuscofasciata är en skalbaggsart som beskrevs av Stefan von Breuning 1974. Mimodriopea fuscofasciata ingår i släktet Mimodriopea och familjen långhorningar.
Artens utbredningsområde är Filippinerna. Inga underarter finns listade i Catalogue of Life.